# Auto-coup d'État
L'auto-coup d'État (de l'espagnol autogolpe de Estado ou autogolpe) est une forme de coup d'État qui se caractérise par la dissolution ou la prise de possession des pouvoirs d'un État par son dirigeant, généralement un chef d'État ou un chef de gouvernement, jusque-là arrivé et maintenu au pouvoir par des moyens légaux. L'ensemble des pouvoirs est dès lors concentré dans ses seules mains ou avec celles de sa garde rapprochée, et ce, pour une durée indéterminée.

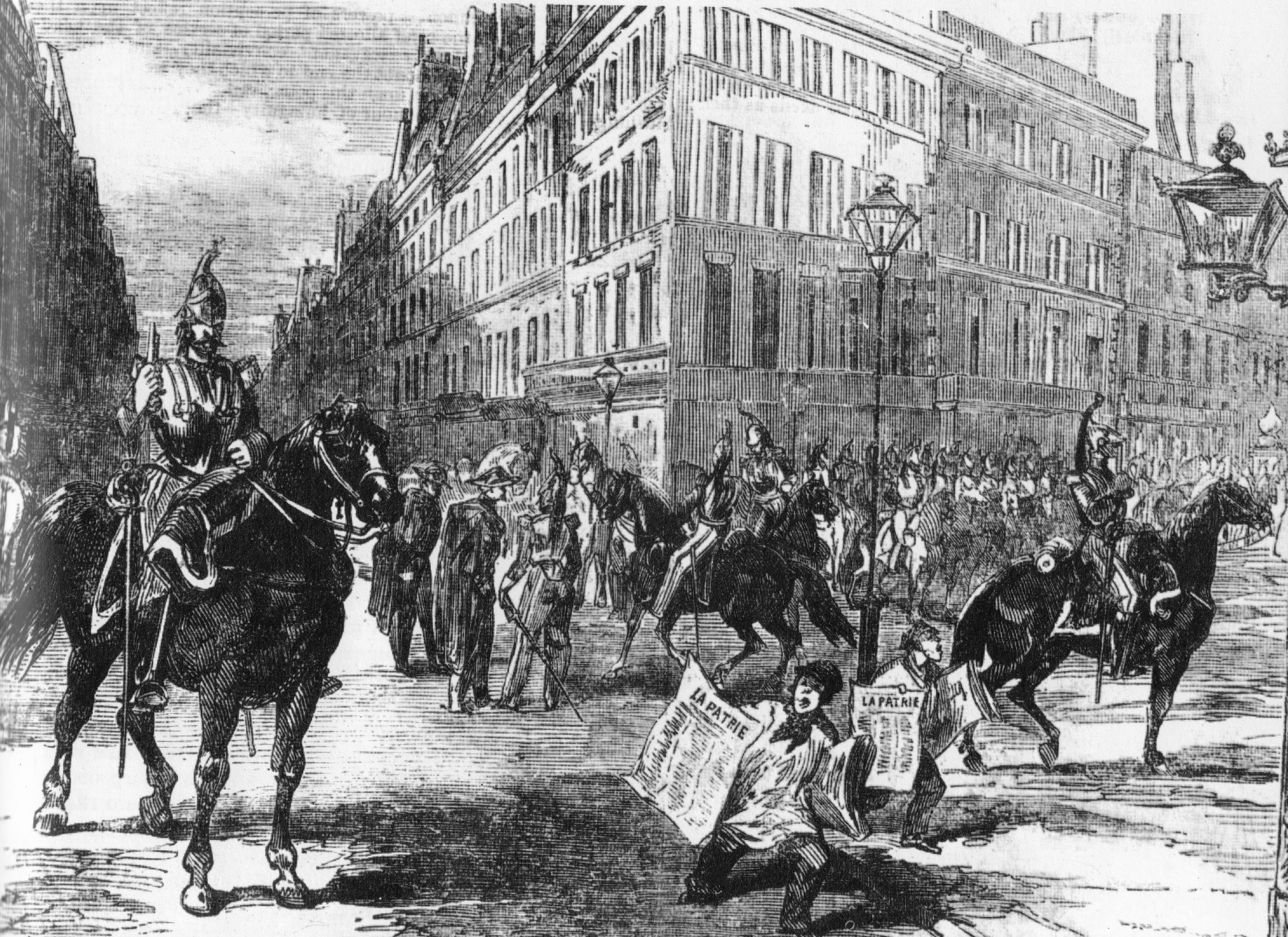
Coup d'État de 1851 en France où Louis-Napoléon Bonaparte tente de se maintenir au pouvoir, malgré une interdiction constitutionnelle ; ceci pourrait être qualifié d'auto-coup d'État.

L'auto-coup d'État abouti permet à celui qui l'orchestre de demeurer au pouvoir illégalement et de diriger le pays de manière arbitraire. Cette manœuvre peut être accompagnée d'une annulation de la constitution de l'État et d'une suspension du système judiciaire. À partir du moment où l'auto-coup d'État est complété et le pouvoir n'est pas ébranlé, le chef de l'État, auparavant chef démocratique ou constitutionnel, devient un chef dictatorial.
L'auto-coup d'État peut également se manifester lorsqu'un dirigeant d'État, après avoir été battu aux élections, décide de ne pas céder le pouvoir au vainqueur et de demeurer en poste[réf. souhaitée].
En outre, il a tendance à être planifié dans des États à la démocratie bancale, leur survenance dans des États où la démocratie est bien établie est plutôt rare. En raison d'une définition toujours floue, le nombre précis d'auto-coups d'État est inconnu, mais est estimé à environ 148 entre 1946 et 2021, dont 110 s'étant produits dans des autocraties et 38 dans des démocraties.

## Étymologie
Le terme « auto-coup d'État » est une traduction du terme autogolpe qui est apparu et popularisé d'abord en Amérique latine pour décrire certaines tentatives de dirigeants latino-américains de rester au pouvoir. Il n'existe cependant pas de consensus général quant à la définition exacte du concept d'auto-coup d'État.

## Exemples d'auto-coups d'État
- Coup d'État du 2 décembre 1851 en France
- Auto-coup d'État de 1992 au Pérou
- Assaut du Capitole par des partisans de Donald Trump[5]
- Crise politique de 2021-2024 en Tunisie
- Tentative d'auto-coup d'État de 2022 au Pérou
- Tentative de coup d'État de 2023 au Brésil
- Tentative de coup d'État de 2024 en Bolivie[6]
- Loi martiale de 2024 en Corée du Sud